# Simulium damnosum
Simulium damnosum is een muggensoort uit de familie van de kriebelmuggen (Simuliidae). De wetenschappelijke naam van de soort is voor het eerst geldig gepubliceerd in 1903 door Frederick Vincent Theobald.
De mug verspreidt als tussengastheer de parasitaire rondworm Onchocerca volvulus, die in Afrika bij mensen Onchocerciasis ofwel rivierblindheid veroorzaakt.

## Beschrijving
De vrouwtjes zijn 2-2,5 mm lang en hebben een vleugellengte van 2-3 mm. De mannelijke vleugels zijn 2-2,5 mm lang. Ze hebben een zwarte kleur en een glimmend mesonotum (voorste deel van de thorax). De voorste tarsi zijn opgezwollen. De zwarte kop heeft een grijze waas en bleke haren. Op de binnenkant van de mandibels zitten ongeveer 25 tanden. De poten zijn zwart met zilveren schubben. De vleugels zijn geelachtig en de halters geel. De larven hebben een dikke laag van korte, donkere, stomppuntige stekels.

## Levenscyclus
De vrouwtjes leggen de eieren in groepjes van ongeveer 250 op vochtige stenen, bladeren, dood hout en stengels die uit het water steken. De eieren komen na ongeveer 36 uur uit. De larven komen voor in snel bewegend, turbulent water van beken en rivieren waar ze zich hechten aan stenen en andere objecten,  terwijl in sommige gebieden van Afrika larven ook in stille wateren worden gevonden. Het larvenstadium duurt 10-13 dagen en het popstadium 4-5 dagen in het westen van Afrika. Verpopping vindt plaats in een losjes geweven cocon. Voortplanting gaat in de Volta-rivier het hele jaar door, maar in andere gebieden waar de rivieren opdrogen, overleven de muggen waarschijnlijk in het volwassen stadium.